# The Scorpion’s Tale
«The Scorpion’s Tale» (рус. Сказка скорпионов) — пятнадцатый эпизод двадцать второго сезона мультсериала «Симпсоны».

## Сюжет
Во время экскурсии по пустыне Лиза обнаруживает, что местные цветы загадочным образом успокаивают обычно агрессивно настроенных скорпионов. Лиза решает взять немного волшебных цветов и привозит их домой, выжимая из них воду.
Тем временем Деда выгоняют из дома престарелых, и он переезжает в дом Симпсонов, где Гомер тайком тестирует на нём загадочную воду. И вдруг происходит чудо — дедуля мгновенно избавляется от всей своей злости и становится спокойным и веселым.
Фармацевтический агент по имени Уолтер Хотенхоффер (ранее известный как Август Глуп) использует открытие Гомера и пытается превратить воду в лекарство, заставляя Эйба быть подопытным кроликом, но Барт незаметно продаёт всем старикам Спрингфилда таблетки. После этого начинают проявляться неожиданные побочные эффекты нового препарата. От препарата глаза в буквальном смысле выскакивают из орбит, то же самое произошло и со скорпионами. Пенсионеры решают принимать это лекарство, но Дед уговаривает их этого не делать. В итоге всё возвращается к норме (за исключением Хотенхоффера, вспоминающего про кошмар на фабрике Вилли Вонки).

## Культурные отсылки
- Погоня койота за калифорнийской кукушкой в начале эпизода — отсылка к мультсериалу «Looney Tunes».
- Гомер называет Хотенхоффера «Мистер Вонка» — отсылка к «Чарли и шоколадная фабрика», а позже Хотенхоффер признаётся, что он — Август Глуп, сильно изменившийся после падения в шоколадную реку.

## Интересные факты
- Вернер Херцог не знал, что «Симпсоны» являются телевизионным шоу. «Я очень удивился, когда меня пригласили, так как думал, что Симпсоны всего лишь газетный комикс. Поэтому, когда мне позвонили, я сказал „Озвучивать? Я не понимаю, это телешоу?“ Они подумали, что я шучу, но я действительно так думал».[1]